# Dozwil
Dozwil är en ort och kommun i distriktet Arbon i kantonen Thurgau, Schweiz. Kommunen har 730 invånare (2023).